# Jacques Panciatici
Pas d'image ? Cliquez ici
Jacques Panciatici, dit Pancia, né le 10 novembre 1948 à Marseille et mort le 1er décembre 2024 à Paris,, est un pilote de rallye français, animateur du championnat de France des rallyes dans les années 80 avec de nombreuses victoires de groupe. 

## Biographie
Jacques Panciatici commence le rallye automobile en 1969, sur Renault 8 Major du Groupe 5, puis sur une Gordini. Il pilote en 1970 une Alpine A110 1100 reconditionnée en 1300, puis en 1971, une 1600 du Groupe 4 (ex mulet de Jean-Pierre Nicolas) avec laquelle il remporte sa première victoire scratch au Critérium Automobile 83. En passant du championnat « National » à l'« Inter » il piétine avec une A 110 devenue peu compétitive. En 1977 il décide de courir sur une Opel Kadett GT/E Groupe 1 avec laquelle il se fait connaitre en championnat de France par ses duels avec Jean-Louis Clarr.
À court d’opportunités il se lance dans le Challenge Renault 5 Alpine 1978 qu'il remporte, il devient alors pilote officiel Volkswagen-France. Devenu professionnel, il s'adjuge six victoires en Groupe 1 et une en Groupe 2 au Championnat de France des rallyes 1980, sur Volkswagen Golf GTI, et termine 4e au classement général. Suivrons deux victoires en Groupe 2 l'année suivante toujours sur Golf GTI.
En 1982, Jacques Panciatici arrive chez Audi mais la voiture n'est pas prête pour la saison de rallye. Il patiente donc en disputant le Championnat de France de Production 1982 au volant d'une Audi 80 et fait son retour en rallye l'année suivante avec l'Audi Quattro engagée par le Groupement des Concessionnaires VAG. Mais l'expérience Quattro s'avère pour lui un échec. 
En 1984, il signe avec Alfa Romeo France, équipe avec laquelle il restera jusqu'à la fin de sa carrière. Il termine 3e du championnat de France 1984 et 4e du championnat 1985 sur Alfa Romeo GTV6, avec chaque fois quatre victoires du Groupe N.
Suivrons en 1986 deux victoires du Groupe N en WRC au Rallye Monte-Carlo et au Rallye de Suède sur Alfa Romeo 33 4x4 et encore deux victoires du Groupe N en championnat de France, sur Alfa Romeo GTV6 et Alfa Romeo 75 Turbo. À partir de 1987 il accède au Groupe A avec une Alfa Romeo 75 Turbo puis V6.
Fin 1989, il met un terme à sa carrière de pilote et prend la direction de l'activité compétition d'Alfa Romeo France. 

### Famille
Jacques Panciatici est le père du pilote d'endurance Nelson Panciatici. Il sera aux côtés de son fils pour l'aider durant toute sa carrière.

## Classements en championnat de France[6]
- 3e du Championnat de France des rallyes en 1984, sur Alfa Romeo GTV6 du Groupe N;
- 4e du championnat de France des rallyes en 1980, sur Volkswagen Golf GTI;
- 4e du championnat de France des rallyes en 1985, sur Alfa Romeo GTV6 du Groupe N;
- 7e du championnat de France des rallyes en 1988, sur Alfa Romeo 75 V6 du Groupe A;
- 10e du championnat de France des rallyes en 1986, sur Alfa Romeo GTV6 et 75 Turbo, du Groupe N.

## Palmarès[3]
- 1971 et 1972 - Victoire au Critérium 83 (championnat National), sur Alpine A110 1600 du Groupe 4;
- 1971 -  Victoire au Critérium d'Istres (championnat National), sur Alpine A110 1600 du Groupe 4;
- 1974 - Victoire au Critérium de Lozère (championnat National), sur Alpine A110 1600 du Groupe 4;
- 1977 - 2 victoires du Groupe 1 au Rallye Alpes Provence et à la Ronde de la Durance sur Opel Kadett GT/E
- 1978 - Vainqueur du Challenge FFSA Renault, sur Renault 5 Alpine du Groupe 2;
- 1980 - 6 victoires du Groupe 1 et 1 victoire du Groupe 2 en 10 courses en championnat de France (et 4e au classement général), sur Volkswagen Golf GTI;
- 1981 - 2 victoires du Groupe 2 au Tour de France automobile (6e au général) et au Critérium des Cévennes sur VW Golf GTI;
- 1984 - 4 victoires du Groupe N en championnat de France, sur Alfa Romeo GTV6 (dont tour de France automobile, et 3e du classement général du championnat);
- 1985 - 4 victoires du Groupe N en championnat de France, sur Alfa Romeo GTV6 (et 4e du classement général);
- 1986 - 2 victoires du Groupe N au Rallye Monte-Carlo et au Rallye de Suède en championnat du monde, sur Alfa Romeo 33 4x4;  2 victoires du Groupe N en championnat de France, sur Alfa Romeo GTV6 et Alfa Romeo 75 Turbo (et 10e du classement général);
- 1988 - 1er du Groupe A au championnat de France, sur  Alfa Romeo 75 V6 (et 7e du classement général).